# علی علوان
علی عُلوان (عربی: علي إياد علي علوان؛ زادهٔ ۲۶ مارس ۲۰۰۰) بازیکن فوتبال اهل اردن است.
وی همچنین در تیم ملی فوتبال اردن بازی کرده‌است.